# نیژنیایکبایوو
نیژنیایکبایوو (به لاتین: Nizhneyaikbayevo) یک منطقهٔ مسکونی در روسیه است که در باشقیرستان واقع شده‌است.